# LaBelle
LaBelle fue un grupo femenino estadounidense de soul y música disco, compuesto por las cantantes Nona Hendryx, Patti LaBelle y Sarah Dash, y fundado en Filadelfia, Pensilvania, en 1971. El grupo es conocido por su éxito de 1974 "Lady Marmalade".

## Historia
Patti LaBelle había sido la líder y cantante principal del grupo Patti LaBelle and the Bluebelles, nombre que modificó a comienzos de los años 1970, para pasar a llamarse simplemente LaBelle. Bajo este nombre, editaron en 1975, para el sello discográfico Epic, el sencillo «Lady Marmalade». El tema fue un hit internacional y vendió más de un millón de discos en Estados Unidos, y lanzó al álbum Nightbirds a la lista de los diez primeros de Billboard 200.
El grupo se deshizo en 1977, y Patti LaBelle comenzó a desarrollar trabajos más cercanos a la música pop, como «On My Own», «If Only You Knew», «If You Asked Me To», «Stir It Up», y «New Attitude». Por su parte, Nona Hendryx, desarrolló su carrera en las fronteras de la vanguardia
El grupo volvió a reunirse, para grabar su primer disco nuevo en 32 años, en 2008, editando Back to Now.

## Discografía
- 1971: LaBelle.
- 1972: Moon Shadow.
- 1973: Pressure Cookin.
- 1974: Nightbirds.
- 1975: Phoenix.
- 1976: Chameleon.
- 2008: Back to Now.

### Sencillos
- 1975: «Lady Marmalade» (Nightbirds).
- 1975: «What Can I Do for You?» (Nightbirds).
- 1975: «Messin' With My Mind» (Phoenix).
- 1976: «Get You Somebody New» (Chameleon).
- 1977: «Isn't It a Shame?» (Chameleon).